# 资阳地区
资阳地区，四川省已撤销的地区，在今四川省中部。
1998年2月26日由内江市析置。辖资阳、简阳2市及安岳、乐至2县。行政公署驻资阳市雁江镇。
2000年6月14日撤销资阳地区，资阳市升为地级市，原县级资阳市改设雁江区，安岳县、乐至县划归资阳市，县级简阳市由省直辖，资阳市代管。